# 伊原農
伊原 農（いはら みのり、1974年2月27日 - ）は、日本の男性俳優、声優。千葉県出身。地球儀、劇団ハイリンド所属。

## 来歴
加藤健一事務所14期卒業。2005年にユニット「ハイリンド」結成。以前はスターダス・21に所属していた。

## 人物
身長170.0cm、体重68kg。足のサイズ27.0cm。バスト101cm、ウエスト86cm、ヒップ96cm。
趣味はギター弾き語り（さだまさし）。特技はギター、皿回し。
資格は普通自動車第一種免許、普通自動二輪免許、日本漢字能力検定2級、書道3段、教育職員免許（高校理科）。
あだ名は「みのりんご」。

## 出演作品

### テレビドラマ
- 男装の麗人（2008年）
- 鉄道捜査官（2008年）
- 東京少女（2008年）
- オトコマエ!2（2009年）
- 東京DOGS（2009年）
- 撮らないで下さい!!グラビアアイドル裏物語（2012年）
- 女と男の熱帯（2013年、TV局スタッフ）
- 捜査指揮官 水城さや（2013年）
- 救命病棟24時（2013年）
- 刑事吉永誠一 涙の事件簿（2013年、石川孝弘）
- オリンピックの身代金〜1964年・夏〜（2013年）
- S -最後の警官-（2014年）
- ヤバい検事 矢場健〜ヤバケンの暴走捜査〜（2014年、カメラマン）
- ナオミとカナコ（2016年、刑事）
- コントレール〜罪と恋〜（2016年）
- 山本周五郎時代劇 武士の魂（2017年、大横田道之助）
- スモーキング（2018年）
- ヘッドハンター（2018年）
- 真犯人（2018年）
- 相棒 season16 第18話（2018年、濱口裕一郎）
- グッドワイフ（2019年、検察官）
- 世にも奇妙な物語 夏の特別編 (2020年)『3つの願い』（2020年）
- ゆるキャン△（2020年）
- 邪神の天秤　公安分析班 第10話 (2022年4月17日、WOWOW)

### テレビ番組
- 追跡!あのとき何が? 列島事件簿2012（2012年）
- NHKスペシャル MEGAQUAKE 南海トラフ巨大地震 迫りくる“Xデー”に備えろ（2018年）

### ウェブドラマ
- 恋する男たち（2020年）

### テレビアニメ
- 将国のアルタイル（2017年、将軍）

### 劇場アニメ
- 夜明け告げるルーのうた（2017年、若い漁師）
- ペンギン・ハイウェイ（2018年、カトウ）

### webアニメ
- DEVILMAN crybaby（2018年）

### 吹き替え

#### 映画
- T2 トレインスポッティング

#### ドラマ
- グッド・ファイト シーズン3（トファー）
- ボルジア家2 愛と欲望の教皇一族
- マッドメン6（エド）
- Major Crimes 〜重大犯罪課 シーズン5（オデルノ）

### CM
- やぶ北ブレンド「歌のプレゼント」篇
- マキタ 充電式草刈り機

### ラジオドラマ
- FMシアター
  - 「エーテル」
  - 「氷山の南」
- 青春アドベンチャー「シュレミールと小さな潜水艦」

### オーディオドラマ
- さくら、ねこ、でんしゃ

### 舞台
- ―初恋（2005年）
- 牡丹灯籠（2006年）
- コミック・ポテンシャル（2007年）
- エキスポ（2007年）
- 審判（2007年）
- 13000/2（2007年）
- ハイポキ（2007年）
- サーカスの唄 2005（2007年）
- もっこす（2007年）
- となり町戦争（2007年）
- 法王庁の避妊法（2007年）
- 幽霊はここにいる（2007年）
- proof（2008年）
- 血のつながり Blod Relations（2008年）
- 森モリ（2009年）
- 東海道四谷怪談（2010年）
- 夜は短し歩けよ乙女（2010年）
- アニータ（2010年）
- 椿版 天保十二年のシェイクスピア（2010年）
- グロリア（2010年）
- ぼくはだれ 〜取調室での攻防2011〜（2011年）
- ロゼット〜春を待つ草〜（2012年）
- 記憶、或いは辺境（2012年）
- お勝手の姫（2012年）
- ヴェローナの二紳士（2013年）
- きゅうりの花（2014年）
- 弥次喜多（2015年）
- 夏の夜の夢（2016年）
- 丸茂芸能社の落日（2016年）
- 仮面夫婦の鏡（2017年）
- SCRAP -スクラップ-（2017年）
- 煙が目にしみる（2018年）
- エダニク（2018年）
- ゼロ番区（2019年）
- どん底（2019年）
- 物語ほどうまくはいかない物語 Route 4 / Route 1（2024年）[3]
- ステンドグラスと二つの贖罪（2024年）[4]
- 幻書奇譚（2025年）[5]
- 黄昏の湖〜On Golden Pond〜（2025年）[6]

### その他コンテンツ
- 埼玉西武ライオンズ 70周年特別映像
  - 「あの頃も今もライオンズは黄金時代だ」
  - 第2弾「新しい時代を、黄金時代に。」